# Décès en 1199
Décès
- 1195
- 1196
- 1197
- 1198
- 1199
- 1200
- 1201
- 1202
- 1203

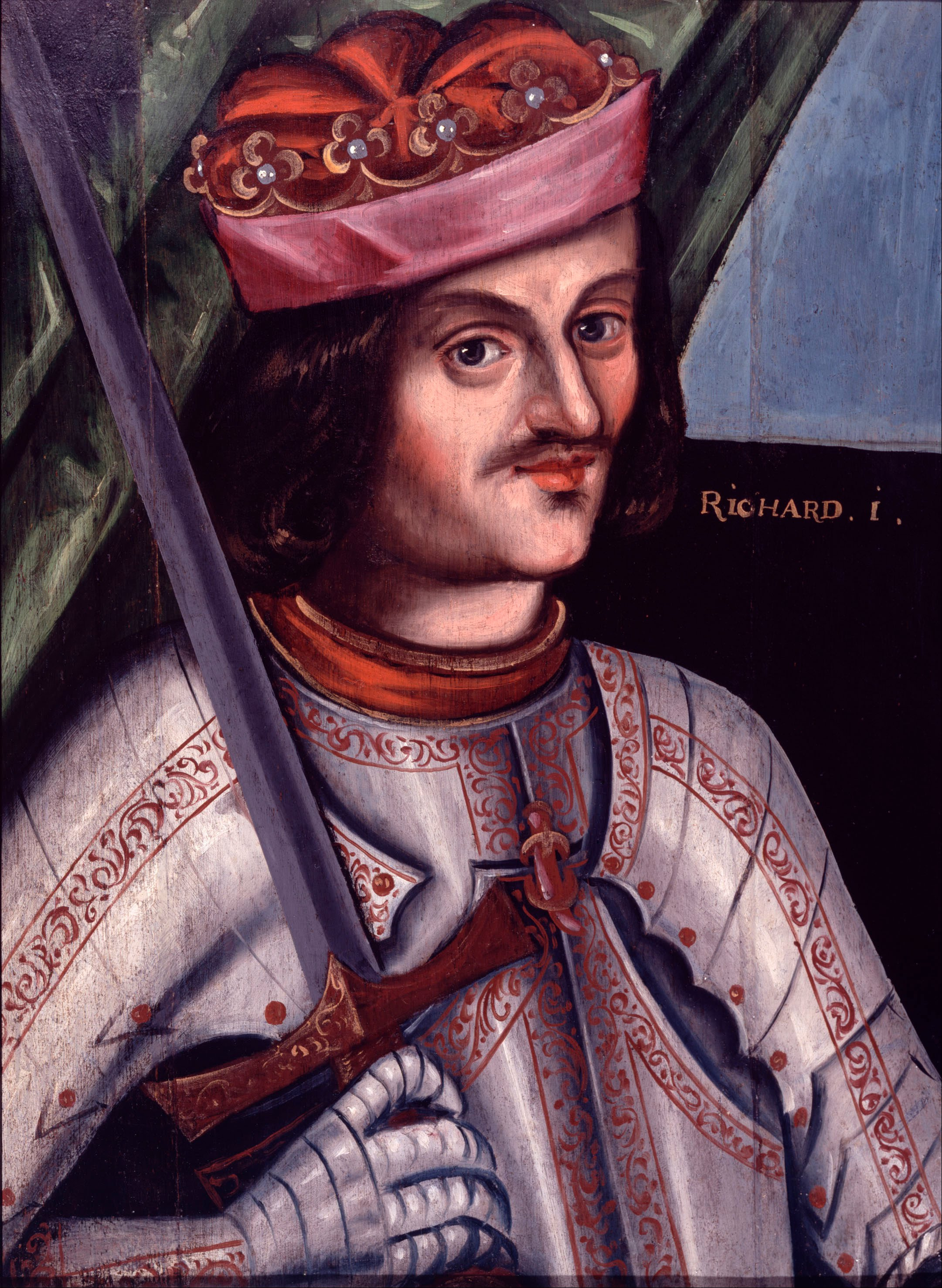
Richard Cœur de Lion, mort en 1199.

Cette page dresse une liste de personnalités mortes au cours de l'année 1199 :
- 13 février : Stefan Nemanja, souverain de la principauté médiévale serbe de Rascie, fondateur de la dynastie des Nemanjić.
- 3 mars : Taira no Takakiyo, membre du clan Taira.
- 5 avril : Ashikaga Yoshikane, commandant samouraï et seigneur féodal.
- 6 avril : Richard Cœur de Lion, ou Richard Ier d'Angleterre, roi d'Angleterre, duc de Normandie, duc d'Aquitaine, comte de Poitiers, comte du Maine et comte d'Anjou.
- 23 juin : Walhère d'Onhaye, saint prêtre de l'Église catholique.
- 11 septembre : Henri de Sully (archevêque de Bourges).
- 9 octobre : Bobone di San Teodoro, cardinal italien.
- 25 novembre : Adalbert III de Habsbourg, dit Albert le Riche, comte de Habsbourg.

- Abu Yusuf Yaqub al-Mansur, calife  maghrébin almohade.
- Adémar V de Limoges, vicomte de Limoges.
- Bénedicte de Hvide, reine de Suède et de Finlande.
- Ramon de Caldes, juriste catalan et un doyen de la cathédrale de Barcelone.
- Guillaume de Brienne, seigneur de Pacy-sur-Armançon.
- Henri de Dreux, évêque d'Orléans.
- Hugh de Roxburgh, aussi nommé Hugo de Roxburgh ou Hugo Cancellarius, évêque de Glasgow et Chancelier d'Écosse.
- Inson, artiste sculpteur japonais.
- Jeanne d'Angleterre, reine de Sicile puis comtesse de Toulouse.
- Jocelin, ecclésiastique, moine de l'ordre cistercien, quatrième abbé de Melrose, puis évêque de Glasgow.
- Manassès IV, comte de Rethel.
- Michel le Syrien, dit aussi Michel le Grand, patriarche de l'Église syriaque orthodoxe.
- Myoen, artiste sculpteur japonais.
- Raymond IV de Tripoli, comte de Tripoli, prince régent d'Antioche.
- Spytihněv III de Bohême, duc de Brno en Moravie et prétendant au duché de Bohème.

date incertaine (vers 1199)
- Khaqani Shirvani, poète perse.

## Crédit d'auteurs
- Cet article est partiellement ou en totalité issu de l'article intitulé « 1199 » (voir la liste des auteurs).